# Laurel Massé
Laurel Massé (Holland, Michigan, 29 dicembre 1951) è una cantante statunitense, componente del gruppo vocale The Manhattan Transfer fino al 1979.

## Biografia
Figlia di un cantante d'opera, Laurel Massé inizio giovanissima a studiare il pianoforte e poi il violoncello a Parigi. Il nonno, di origini olandesi, cantò come baritono per 40 anni nei Pennsylvanians di Fred Waring. Imparò la chitarra da autodidatta e si avvicinò al canto nei cori scolastici e in chiesa. Negli anni sessanta fece parte di un gruppo scolastico di rock and roll.
Laurel, che al tempo faceva la cameriera ma aspirava a fare la cantante, incontrò Tim Hauser a bordo di un taxi a New York. Hauser era reduce dallo scioglimento della prima incarnazione dei The Manhattan Transfer e faceva il tassista in attesa di tempi migliori. Laurel conosceva il loro unico album pubblicato l'anno precedente e ne era rimasta colpita. I due chiacchierarono a lungo scoprendo di avere gusti musicali affini. Da quell'incontro nacque la decisione di rifondare i Manhattan Transfer. Prima fu arruolata Janis Siegel e poi, mancando ancora una voce maschile, Laurel propose di coinvolgere Alan Paul. Il suo ragazzo di allora suonava la batteria nell'orchestra del musical Grease a Broadway e le segnalò il nome di Alan. All'inizio di ottobre del 1972 i nuovi Manhattan Transfer erano al completo.
Il gruppo pubblicò il suo primo album nel 1975 sotto la guida del proprietario della Atlantic Records Ahmet Ertegün.
La voce da soprano di Laurel ben si fondeva con quelle dei suoi compagni contribuendo a caratterizzare le armonie vocali del quartetto. A Laurel furono affidate anche parti soliste in molte canzoni dei primi album del gruppo. La sua elegante e slanciata figura, i suoi capelli rossi e il suo fascino furono uno degli elementi distintivi dell'immagine art decò che il gruppo si era dato nei primi spettacoli televisivi e nei concerti. Scotch and Soda, Je voulais te dire que je t'attends, Walk in Love furono alcune canzoni interpretate da Laurel nei primi dischi del gruppo.
Nel dicembre del 1978 Laurel Massé fu coinvolta in un grave incidente automobilistico che la costrinse a due anni di convalescenza e all'abbandono del gruppo. Subito prima di Natale, la sua auto finì contro un lampione e l'incidente le provocò danni alla mascella, che non poté aprire per tre mesi dopo che le era stata inserita una placca metallica per riparare i danni subiti. Si fece male anche ad un polso e ad una caviglia. Dopo cinque operazioni subite, le sue possibilità di ripresa e la sua carriera furono messe in dubbio. Da quel momento la sua vita cambiò radicalmente e Laurel fu costretta a lasciare i Manhattan Transfer che, subito dopo, avrebbero dato una svolta alla loro storia vincendo i primi due Grammy Award per la loro fortunata versione di Birdland contenuta nell'album Extensions, il primo inciso senza di lei.
Il suo posto da soprano nel gruppo fu preso da Cheryl Bentyne e Laurel, dopo la guarigione, decise di dedicarsi alla carriera da solista. Dopo aver abitato a Los Angeles dal 1975, tornò a New York nel 1980 e dopo un anno si trasferì a Chicago. Poco dopo si trasferì nei pressi dei Monti Adirondack e poi in una casa in campagna nello stato di New York. Nel corso di questo lungo peregrinare incise i primi dischi a suo nome. Nel 1984 Alone Toghether e nel 1987 Easy Living. Entrambi i dischi ebbero un buon successo di pubblico e critica ed entrarono nelle classifiche di vendita di Billboard dedicate al jazz.
Dopo un terzo album che fu pubblicato come allegato alla rivista People, la carriera di Laurel ebbe una lunga pausa durante gli anni novanta e la cantante si dedicò principalmente all'insegnamento. In quel periodo iniziò ad esibirsi a cappella con un repertorio classico, di canti celtici e di canti religiosi dei quaccheri. Nel 2001 pubblicò un nuovo album in cui venivano riflesse le sue nuove scelte musicali e spirituali e ricominciò ad esibirsi in pubblico con il pianista Vinnie Martucci ritornando presto ad un repertorio jazz.
Dal 2002 presentò un suo programma radiofonico alla radio pubblica WAMC Northeast Public Radio. La trasmissione fu intitolata The Laurel Massé Jazz Show e andò in onda mensilmente per due anni.
Nel 2004 si esibì con i Manhattan Transfer, per la prima volta dopo oltre 25 anni, in occasione della assegnazione al gruppo del premio MAC Lifetime Achievement Award da parte della Manhattan Association of Cabarets and Clubs. La stessa associazione le assegnò un premio come miglior artista jazz dell'anno nel 2006.
Nel 2009 realizzò un album dedicato alle composizioni di Johnny Mercer con una formazione all stars denominata JaLaLa insieme alla sua vecchia collega dei Manhattan Transfer Janis Siegel e alla cantante del gruppo vocale New York Voices Laurel Kinhan. Con questa formazione Laurel Massé è stata in tournée per tutto il 2009.
Tornata a New York nel 2006, Laurel Massé è impegnata, oltreché nell'insegnamento canoro, anche come cantante della Cattedrale episcopale di Manhattan.

## Discografia
- 1984 – Alone Toghether, LP, Pausa Records PR 7165
- 1987 – Easy Living, LP, Pausa Records PR 7206
- 1990 – Again, CD, Disques Beaupre DB820
- 2001 – Feather and Bone, CD, Premonition Records PREM90751
- 2002 – Ballads, , Voice of the Swan, con Vinnie Martucci
- 2009 – JaLaLa, The Old Mercer Magic!, CD, Dare Records 200206, con Janis Siegel e Laurel Kinhan

### Con i Manhattan Transfer
Laurel Massé ha partecipato ai primi tre album in studio del quartetto e al primo album dal vivo. Compare comunque in molte antologie e raccolte pubblicate successivamente alla sua uscita dal gruppo.